# Gale Norton
Gale Ann Norton (Wichita, Kansas; 11 de marzo de 1954) es una política y abogada estadounidense que se desempeñó como la 48.ª secretaria del Interior de los Estados Unidos bajo la presidencia de George W. Bush de 2001 a 2006. Miembro del Partido Republicano, anteriormente se desempeñó como la 35.ª fiscal general de Colorado entre 1991 y 1999.

## Biografía

### Primeros años y educación
Nació en Wichita, Kansas, hija de Dale y Anna Norton. Se crio en Wichita y Thornton, Colorado, y se graduó magna cum laude y Phi Beta Kappa de la Universidad de Denver en 1975. Obtuvo su título de juris doctor con honores de la Facultad de Derecho de esa universidad en 1978. A fines de la década de 1970, fue miembro del Partido Libertario; estuvo a punto de ser seleccionada como su directora nacional en 1980, antes de convertirse más tarde en republicana. Fue influenciada por las obras de la novelista Ayn Rand, y se ha asociado con una serie de grupos en el movimiento de "uso inteligente" o "ambientalista de libre mercado", como el Property and Environmental Research Center.

### Carrera
Después de graduarse de la facultad de derecho, trabajó como abogada en la Fundación legal de los estados montañosos de 1979 a 1983. Fue miembro nacional de la Institución Hoover durante 1983 y 1984, antes de ocupar un puesto en el Departamento de Agricultura como asistente del subsecretario Richard Edmund Lyng. De 1985 a 1990, se desempeñó como abogada asociada del Departamento del Interior de los Estados Unidos, en cuyo cargo gestionó abogados empleados por el Servicio de Parques Nacionales y el Servicio de Pesca y Vida Silvestre de los Estados Unidos.

#### Fiscal general de Colorado
Regresó a Colorado después de su paso por el Departamento del Interior y fue elegida como la primera fiscal general en 1991. Como fiscal general, lideró a los abogados del estado en la defensa de las leyes estatales, incluida la 2.ª enmienda a la Constitución de Colorado, una enmienda constitucional estatal de 1992 que prohibía que cualquier nivel o rama del gobierno estatal reconociera a los homosexuales como una clase protegida. Las objeciones a la 2.ª enmienda llegaron a la Corte Suprema de los Estados Unidos, que invalidó la enmienda en Romer v. Evans (1996).
Se postuló para las elecciones al Senado de los Estados Unidos en 1996 como republicana, pero fue derrotada en las primarias por el entonces representante Wayne Allard. Durante ese año, pronunció un polémico discurso en el que señaló que, si bien la soberanía estatal había sido mal utilizada para defender la esclavitud antes y durante la guerra civil, con el final de la guerra, Estados Unidos "perdió la idea de que los estados debían oponerse al gobierno federal que tiene demasiado poder sobre nuestras vidas".
Con los fiscales generales de otros 45 estados, participó en la negociación del Acuerdo de conciliación general del Tabaco (que se firmó en 1998), un acuerdo de demandas contra Medicaid por parte de los estados contra las empresas tabacaleras de los Estados Unidos para la recuperación de los costos de salud pública atribuidos al tratamiento de enfermedades relacionadas con el tabaquismo. Debido a los límites estatales de mandato, no buscó un tercer período.

#### Secretaria del Interior de los Estados Unidos

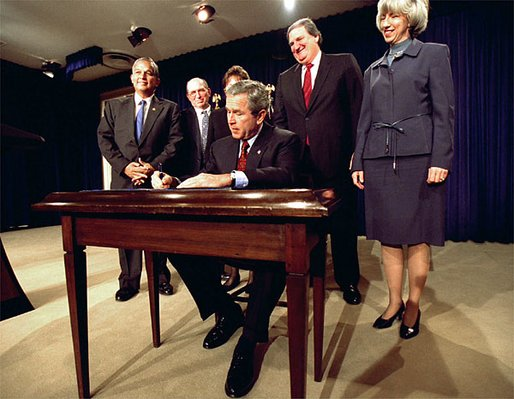
Norton (derecha) junto a George W. Bush, en la ceremonia de la firma de un proyecto de ley de conservación en 2002.

Trabajó en Brownstein hasta que el presidente George W. Bush la nominó como secretaria del Interior de los Estados Unidos en 2001. Norton, la primera mujer en ocupar el cargo, fue confirmada por el Senado y se desempeñó como secretaria hasta 2006. Fue sucedida por el gobernador de Idaho, Dirk Kempthorne, durante el segundo mandato de la administración de George W. Bush.
El 29 de enero de 2002, se desempeñó como sobreviviente designada durante el primer discurso sobre el estado de la Unión de George W. Bush.
El 17 de septiembre de 2009, el Departamento de Justicia de los Estados Unidos abrió una investigación penal sobre si el empleo de Norton en Royal Dutch Shell violó una ley que prohíbe a los empleados federales hablar sobre el empleo con una empresa si el empleado está involucrado en decisiones que podrían beneficiar a esa empresa. La investigación se centró en una decisión de 2006 de la agencia de Norton de otorgar arrendamientos de esquisto bituminoso a Royal Dutch Shell. El Departamento de Justicia cerró la investigación en 2010 y se negó a presentar cargos.